# Heaven Is a Traffic Jam on the 405
Heaven Is a Traffic Jam on the 405 (deutsch Der Himmel ist ein Verkehrsstau auf der 405) ist ein US-amerikanischer Dokumentarfilm aus dem Jahr 2016. Im Zentrum des Films steht die Künstlerin Mindy Alper. 
Die Uraufführung des Films fand im Oktober 2016 auf dem Austin Film Festival statt. Der Film wurde bei der 90. Oscarverleihung mit einem Oscar in der Kategorie „Bester Dokumentar-Kurzfilm“ ausgezeichnet.

## Inhalt
Der Film Heaven Is a Traffic Jam on the 405 basiert auf Interviews, die der Regisseur des Films, Frank Stiefel, mehr als 20 Stunden mit der Künstlerin Mindy Alper geführt hatte. Alper kanalisierte ihre inneren Ängste, Depressionen, Traumata und ähnliches in Zeichnungen und Pappmaché-Skulpturen.
Der Titel der Dokumentation stammt von Alper selbst.

## Auszeichnungen
Bei der Oscarverleihung 2018 konnte sich  Heaven Is a Traffic Jam on the 405 in der Kategorie „Bester Dokumentar-Kurzfilm“ gegen Edith+Eddie, Heroin(e), Knife Skills und Traffic Stop durchsetzen. Weiterhin gewann der Kurzfilm sowohl den Publikums- als auch den Jury-Preis beim Full Frame Film Festival und dem Austin Film Festival. 
Darüber hinaus war er als bester Kurzfilm bei den IDA Awards nominiert.